# Almacenes Juan Montes Hoyo
Los Almacenes Juan Montes Hoyo es el único edificio industrial modernista del Ensanche Modernista de la ciudad española de Melilla, y por tanto, un lugar de destacada importancia patrimonial. Está situado en la calle Conde de Alcaudete y forma parte del Conjunto Histórico Artístico de la Ciudad de Melilla, un Bien de Interés Cultural. Albergua un supermercado de la cadena Mercadona.

## Historia
Fue construido entre 1926 y 1927 según proyecto del arquitecto Enrique Nieto e inaugurado en 1927 como almacén de la Compañía Juan Montes Hoyo, dedicada a la venta de materiales de construcción y artículos de ferretería en un momento de gran esplendor económico y social de Melilla. Fue usado cómo garaje y taller por la Compañía de Transporte Marroquí y en la actualidad lo ocupan algunos negocios, aunque está en mal estado debido a la decisión de su propietario de derribarlo para la construcción de viviendas, a pesar de estar protegido.
A finales de 2017 comenzaron las obras para convertirlo en un supermercado de la cadena Mercadona., con el derribo de su interior y la construcción de aparcamientos subterráneos y la protección de sus fachadas, abierto el 4 de diciembre de 2018.

## Descripción
Está construido con paredes de mampostería de piedra local para los muros y ladrillo macizo para las jambas de ventanas y puertas, así como cubiertas de chapa a dos aguas sustentadas por medio de vigas de hierro. Consta de una única planta baja con una nave a cada extremo del lado mayor y un patio en el centro, para la carga y descarga de materiales, hoy cubierto en la zona sur.  De sus fachadas destaca la repetición de elementos compositivos, como las puertas de arcos de medio punto, las ventanas de arcos segmentados escarzanos, cerradas con contraventanas y los coronamientos para crear una brillante composición única por su belleza y monumentalidad.